# 263. strelska divizija (ZSSR)
263. strelska divizija (izvirno rusko 263. стрелковая дивизия; kratica 263. SD) je bila strelska divizija Rdeče armade v času druge svetovne vojne.

## Zgodovina
Divizija je bila ustanovljena novembra 1941 v Vologdi.